# Malatestino I de Sogliano
Malatestino I de Sogliano (Sogliano, s. XIV) va ser un noble italià, membre de la Casa de Malatesta, comte de Sogliano.
Va ser fill de Giovanni I, comte de Sogliano, mentre que la seva mare sembla que era algú de la família Della Faggiuola. Orfe de pare des de 1299, està documentat el 1305 en la compra del castell de Strigara, amb els seus germans Guglielmo i Ramberto.
Va viure les diverses lluites i enfrontaments entre els Malatesta de Sogliano, adscrits al bàndol dels gibel·lins, i els Malatesta de Rímini, d'adscripció güelfa. El líder dels últims, Malatesta da Verucchio, no semblava que anés d'antuvi en contra seva, però ben aviat van tornar a sorgir diferències i el seu fill, Malatestino dall'Occhio va atacar Sogliano a causa de pertànyer a la facció gibel·lina i haver anat sempre en contra dels Malatesta riminesos. El 1317, després del setge de Sogliano, Malatestino i la seva família s'oculten amb el seu cosí Ramberto, comte de Ghiaggiolo. Amb la seva col·laboració ocupen Forlì i van expulsar-ne Ferrantino, fill de Malatestino dall'Occhio, que n'era el podestà.
Anys més tard, el 1334, Malatestino i el seu germà Ramberto recuperen Sogliano amb l'ajuda de Malatesta Guastafamiglia, i reconstrueixen la seva fortalesa i muralles, a més de recuperar i reconstruir el castell de Strigara. Tanmateix tots dos, encara sense acabar les obres, van ser saquejats el 1358 per una banda d'aventurers alemanys. Va ser l'únic dels germans que va sobreviure i va tenir descendència: es desconeix qui va ser la seva esposa, però si que va tenir un fill, Gianne, i una filla, Malgarita, de la qual no es tenen més notícies. Es desconeix la data de mort, atès que la darrera vegada que se'l documenta és el 1334 i el 1352 es documenta el seu fill en la renovació d'un contracte emfitèutic.